# Аксёнов, Виталий Евгеньевич
Виталий Евгеньевич Аксёнов (21 марта 1931, Ростов-на-Дону — 16 октября 2020, Санкт-Петербург) — советский и российский режиссёр-постановщик и сценарист. Заслуженный деятель искусств Российской Федерации (2008).

## Биография
Виталий Евгеньевич Аксёнов родился 21 марта 1931 года в Ростове-на-Дону. Отец был арестован и расстрелян в 1938 году.
В 1954 году окончил филологический факультет Ростовского университета. А в 1965 году — режиссёрский факультет Всесоюзного государственного института кинематографии (ВГИКа) (руководитель мастерской режиссуры научно-популярного фильма А. М. Згуриди).
В 1959 году вступил в КПСС.
С 1971 года работал режиссёром-постановщиком и директором «Леннаучфильма» и был известен как мастер научно-популярного кино. В 1982—1985 годах занимал должность директора киностудии «Ленфильм».
Член Союза кинематографистов СССР (Ленинградского отделения).
Автор книг «Встречайте BITCOIN!», «Как стать директором Ленфильма», «Кто был Шекспиром», «Кто была Татьяной Лариной» и многих других.
Более двадцати лет преподавал в Институте кино и телевидения в Санкт-Петербурге.
Умер 16 октября 2020 года от последствий коронавируса. Похоронен в Санкт-Петербурге на Смоленском кладбище.

## Фильмография

#### Режиссёр-постановщик
1. 1960 — Дело о катушке (документальный)
2. 1962 — Кое-что о долголетии (документальный)
3. 1964 — Возвращённая музыка
4. 1967 — Семь нот в тишине… (документальный)
5. 1972 — Синие зайцы, или Музыкальное путешествие
6. 1974 — В один прекрасный вечер 2000 года (документальный)
7. 1975 — Автомобиль и немного статистики (документальный)
8. 1978 — Да здравствует кино! (документальный)
9. 1986 — Как стать звездой
10. 1989 — Музыкальные игры
11. 1991 — Прыжок тигра (документальный)
12. 1998 — Агент национальной безопасности. Серия 2. Петя и Вол
13. 1998 — Улицы разбитых фонарей. Серия 15. Высокое напряжение
14. 1998 — Улицы разбитых фонарей. Серия 23. Охота на крыс
15. 1999 — Агент национальной безопасности. Серия 5. Страсти по Филонову
16. 1999 — Улицы разбитых фонарей 2. Серия 20. Раритет
17. 1999 — Улицы разбитых фонарей 2. Серия 22. Рождество
18. 1999 — Улицы разбитых фонарей 2. Серия 24. Заказчик
19. 2000 — Улицы разбитых фонарей 3. Серии 11 и 12. Прощай, обезьяна, или Призрак опера
20. 2000 — Улицы разбитых фонарей 3. Серия 5. Труп из зоопарка
21. 2001 — Улицы разбитых фонарей 3. Серия 19. Не пожелаю зла
22. 2001 — Улицы разбитых фонарей 4. Серии 2 и 3. У каждого в шкафу свой скелет
23. 2003 — Дело о Янтарном кабинете / документальный сериал
24. 2003 — Улицы разбитых фонарей 5. Серия 22. Под сенью девушек в цвету
25. 2003 — Улицы разбитых фонарей 5. Серия 13. Белый карлик
26. 2003 — Улицы разбитых фонарей 5. Серия 26. Горячие головы
27. 2004 — Улицы разбитых фонарей 6. Серия 24. Убийство по рецепту
28. 2005 — Похищение Европы (документальный)
29. 2005 — Улицы разбитых фонарей 7. Серия 16. Метод Фрейда
30. 2005 — Улицы разбитых фонарей 7. Серия 18. Пустяковое дело
31. 2008 — 2008 Улицы разбитых фонарей 9. Серия 14. Рыбный день
32. 2008 — Кто был Шекспиром
33. 2008 — Любовь ещё быть может

#### Сценарист
1. 1960 — Дело о катушке (документальный)
2. 1962 — Кое-что о долголетии (документальный)
3. 1967 — Семь нот в тишине… (документальный, совместно с Марком Розовским)
4. 1974 — В один прекрасный вечер 2000 года (документальный)
5. 1975 — Автомобиль и немного статистики (документальный, совместно с М. И. Туровской и Ю. М. Ханютиным)
6. 1978 — Да здравствует кино! (документальный)
7. 1986 — Как стать звездой
8. 1989 — Музыкальные игры
9. 1998 — Улицы разбитых фонарей. Серия 15. Высокое напряжение
10. 1998 — Улицы разбитых фонарей. Серия 23. Охота на крыс
11. 2003 — Дело о Янтарном кабинете / документальный сериал
12. 2005 — Похищение Европы (документальный сериал)
13. 2008 — Кто был Шекспиром

#### Продюсер
1. 1992 — Митьки никого не хотят победить, или Митькимайер (анимационный)

## Участие в фильме
- 2007 — Небывальщина в кадре и за кадром (короткометражный, документальный, режиссёр-постановщик Нонна Бокарева)

## Признание и награды
- 2001 — Почётная грамота Правительства Российской Федерации (23 мая 2001 года) — за большой личный вклад в развитие киноискусства, многолетний творческий труд и в связи с 70-летием со дня рождения[3].
- 2008 — Заслуженный деятель искусств Российской Федерации (4 октября 2008 года) — за заслуги в области искусства[1].